# 7,5 cm GebG 36
75-мм гірська гармата GebG 36 (нім. 7.5 cm Gebirgsgeschütz 36) — німецька гірська гармата періоду Другої світової війни. Була стандартною легкою гарматою гірсько-піхотних дивізій вермахту та Ваффен-СС, широко застосовувалась у бойових діях.

## Історія

### Конструкція
75-мм гірська гармата GebH 36 проектувалася та виготовлялася німецьким концерном Rheinmetall на замовлення сухопутних військ для забезпечення гірських формувань артилерійськими системами на заміну застарілої 75-мм австро-угорської гармати М.15, котра залишалася на озброєнні ще з часів Першої світової війни. Виробництво розпочалося в 1938 році й за роки Другої світової війни було побудовано близько 1 193 одиниць артилерійських систем.
Дизайн 75-мм гармати був класичним для німецьких розробників артилерійських систем, з горизонтальним ковзним затвором та дуловим гальмом. Для збільшення дальності стрільби на великих кутах, гармата встановлювалась на спеціальні бортики, щоб підняти її вище над лафетом та мінімізувати віддачу.
Гармата мала колісний хід з полегшених металевих сплавів з гумових ободком. Щитків вона не мала, з огляду на те, що мала застосовуватися в гірських умовах, і обтяжувати систему не планувалося. Система була розбірною, могла розбиратися на 8 частин та перевозитися на мулах чи конях.

### Стрільба
Для стрільби 75-мм гірської гармати GebH 36 використовували низку типових снарядів цього калібру, в основними осколочно-фугасного типу. Іноді гармата вела вогонь унікальними бронебійними снарядами з порожньою бойовою частиною, кожен з яких важив 5,83 кг і уражав цілі на відстані 9 250 м. Також гармата використовувала для стрільби снаряди від старої 7,5 cm FK 18 і могла ставити димову завісу. У деяких випадках використовувалися навіть реактивні снаряди, які володіли максимальною дальністю польоту.